# Discord (曲)
「discord」（ディスコード）は、GRAPEVINEの10枚目のシングルである。2001年6月20日発売。

## 解説
- 前作から約5ヶ月振りのリリース。3ヶ月連続リリースの第1弾。
- 元々はアルバム『Circulator』の先行シングルとして予定されていた曲である。
- ベースの西原がジストニア治療により一時離脱したため、3人体制でリリースされた初のシングルとなった。ベースはプロデューサーである根岸孝旨が弾いている。
- 初回盤はCD-EXTRA仕様になっており、インディーズ時代に発売された「TIME IS ON YOUR BACK」のPVが収録されている。

## 収録曲
1. discord (作詞:田中和将/作曲:亀井亨)
WOWOW「コパ・アメリカ2001」テーマソング。
シングル用に書かれた曲であるが、リクエストが「シンプルでソリッド」という非常に難しいもので、かなり苦労したと亀井は語っている。
2. アイボリー (作詞/作曲:田中和将)
アコースティックギターとストリングスのみで構成されている。
3. きみが嫌い (作詞:田中和将/作曲:亀井亨)

## 収録作品
| 発売日         | タイトル                                                                | 規格品番              |
| -------------- | ----------------------------------------------------------------------- | --------------------- |
| 2001年08月01日 | オリジナルアルバム『Circulator』(#1)                                    | PCCA-01548            |
| 2002年02月20日 | ライブアルバム『GRAPEVINE LIVE 2001 NAKED SONGS』(#1,3[特別限定盤のみ]) | PCCA-01637 PCCA-01638 |
| 2002年06月19日 | VHS/DVD『GRAPEVINE LIVE 2001 NAKED FILM』(#1)                           | PCVP-53108 PCBP-50576 |
| 2003年09月18日 | B面集『OUTCAST〜B-SIDES+RARERITIES〜』(#2,3)                            | PCCA-01937            |
| 2002年09月04日 | VHS/DVD『10 CLIPS』(#1)                                                 | PCVP-53120 PCBP-50599 |
| 2004年03月17日 | ベストアルバム『Chronology〜a young person's guide to Grapevine〜』(#1) | PCCA-01986            |